# 大山康晴
大山康晴（1923年3月13日—1992年7月26日），日本將棋棋士，番号26。木见金治郎门下。将棋公式战获得80期（历代第2）、棋战优胜44回（历代第2）、通算1433胜（历代第2）。十五世名人、永世十段、永世王位、永世棋聖、永世王将，5个永世头衔称号的保持者。曾任日本将棋联盟会长。

## 升级履历
- 1935年入门
- 1940年四段
- 1941年五段
- 1943年六段（B组）
- 1947年5月10日七段
- 1948年4月1日八段（A级）
- 1958年4月17日九段
- 1973年10月31日获永世王将头衔（特例）
- 1976年11月17日十五世名人袭位（特例）
- 1992年7月26日A级在籍时去世（享年69岁）

名人战连霸13年（历代第1）等伟大战绩都是由大山创造的，生涯成绩：1433胜781败，胜率：0.647.

## 関連項目
- 名人 (日本將棋)（日语：名人 (将棋)）
- 棋戰 (日本將棋)（日语：棋戦 (将棋)）

## 外部連接
- 日本将棋連盟・棋士の紹介-物故棋士
- 名誉市民シリーズ(6) 大山康晴（倉敷市）
- 倉敷市立大山名人記念館
- 大山将棋記念館